# Московский институт государственного и корпоративного управления
Московский институт государственного и корпоративного управления (Негосударственное образовательное учреждение высшего профессионального образования «Московский институт государственного и корпоративного управления» (НОУ ВПО «МИГКУ»)) — российское высшее учебное заведение.

## История
Основан в 1995 году.
После пожара у института сменился собственник, а само высшее учебное заведение переехало в ещё более аварийное здание с панелями из горючего пластика.
Согласно наблюдениям выживших студентов, учёба в институте велась всего 1-2 раза в неделю неизвестными преподавателями, которые часто менялись.

### Пожар в старом здании
2 октября 2007 года в старом здании МИГКУ (бывший завод) по адресу 1-я улица Машиностроения, дом 5 произошёл пожар. В здании находилось 200 человек. Из-за позднего сообщения о возгорании и заблокированного эвакуационного выхода возникло большое число жертв. Очагом возгорания стала бухгалтерия института.

#### Причины
Руководство МИГКУ с самого начала делало упор на версии умышленного поджога здания, но после проведённого МЧС России экспертного химического анализа взятых с пожарища проб она была признана ошибочной. Экспертная комиссия пришла к выводу, что причиной возгорания стала ветхая коридорная электропроводка, которая за всё время существования здания с 1939 года за 68 лет неоднократно перекладывалась и ремонтировалась, но вся электросеть целиком не менялась ни разу. Госпожнадзор требовал заменить проводку летом, однако руководство института не выполнило это предписание.

#### Пострадавшие и погибшие
На 8 октября 2007 года в московских больницах находились 42 человека из 47 пострадавших. 153 человека спаслись. Из них восемь человек находились в состоянии крайней степени тяжести, а 14 в тяжёлом состоянии. Состояние 11 человек оценивалось средней степени тяжести, а ещё девять находились в удовлетворительном состоянии.
11 человек — студенты МИГКУ двух групп одного потока, возраст которых 19 и 20 лет — умерли от отравления продуктами горения. Тяжелее всего пришлось студентам одной из групп 3-го курса, которые во время начала пожара находились в самой большой факультетской аудитории, которая располагалась в самой дальней части здания от основного выхода. Спастись из этой аудитории возможно было только пробежав сквозь горящий и задымленный коридор или же воспользоваться расположенным вблизи запасным выходом. Однако его металлическая дверь была постоянно закрыта, хотя студенты полагали, что в сложившихся обстоятельствах её должны были открыть. Попавшая в ловушку группа в полном составе в течение нескольких минут стучала в дверь и пыталась позвать кого-нибудь на помощь. После убеждения в том, что помощи извне не будет группа распалась на три части. Самые смелые преодолели задымленный коридор и достигли основного выхода. Несколько человек попытались спастись прыгнув из окон 4-го этажа, но получив тяжелейшие травмы, от которых один разбился насмерть, а другие трое скончались в больнице. Ещё пятеро студентов решили вернуться в аудиторию и ждать помощи там, но задохнулись. Итогом пожара стал сгоревший весь пятый этаж и большая часть четвертого этажа здания.
29 человек из числа пострадавших остались калеками.

#### Уголовное дело ректора Звягина
Ректор института Андрей Звягин, обещавший оказать помощь пострадавшим студентам, после возбуждения уголовного дела по факту пожара покинул территорию Российской Федерации, пытаясь скрыться от органов предварительного следствия, и переехал в Черногорию, после чего был объявлен в международный розыск и после обнаружения экстрадирован. В 2012 году его приговорили к пяти с половиной годам заключения и штрафу в 1 млн рублей по обвинению в присвоении 80 млн рублей. В мае 2013 года Лефортовский суд Москвы признал Звягина виновным в нарушении правил пожарной безопасности и приговорил его к четырём годам лишения свободы в колонии общего режима. После частичного сложения сроков Звягину было назначено наказание в виде восьми лет лишения свободы.

## Документальные материалы
- Соболев Б. И. На дне знаний-2 // Специальный корреспондент. — М.: Россия 1, 2012. Архивировано 29 января 2014 года.